# Nati nel 1928/Febbraio
| Questa pagina contiene informazioni ricavate automaticamente dalle voci biografiche con l'ausilio del template Bio e di un bot. L'aggiornamento è periodico e automatico e ricostruisce completamente la pagina. Se manca una persona in questa lista, sei pregato di non aggiungerla, ma accertati piuttosto che la sua voce biografica contenga il template Bio e che i dati anagrafici siano correttamente compilati. Se il template Bio manca, inseriscilo tu stesso o, in alternativa, metti l'avviso {{tmp\|Bio}} che ne segnala la mancanza. Se i dati riportati sono sbagliati, correggi direttamente la voce biografica; le modifiche saranno visibili in questa lista entro pochi giorni. Per chiarimenti vedi il progetto biografie. La lista contiene solo le 186 persone che sono citate nell'enciclopedia e per le quali è stato implementato correttamente il template Bio. Pagina aggiornata al 26 lug 2025. |

- 1º febbraio - Mohammed Arkoun, islamista e filosofo berbero († 2010)
- 1º febbraio - Renato Bianconi, editore italiano († 1993)
- 1º febbraio - Samuel Frederick Edwards, fisico gallese († 2015)
- 1º febbraio - Petr Ginz, ceco († 1944)
- 1º febbraio - Tom Lantos, politico ungherese († 2008)
- 1º febbraio - Jacques Lefèvre, schermidore francese († 2024)
- 1º febbraio - John Little, fisico statunitense († 2024)
- 1º febbraio - Cirano Snidero, calciatore italiano († 2007)
- 1º febbraio - Giuseppe Torti, vescovo cattolico svizzero († 2005)
- 1º febbraio - Stuart Whitman, attore statunitense († 2020)
- 2 febbraio - Ilvo Bozzi, calciatore italiano († 2005)
- 2 febbraio - Pietro Broccini, allenatore di calcio e calciatore italiano († 2006)
- 2 febbraio - Ciriaco De Mita, politico italiano († 2022)
- 2 febbraio - Raimundo Infante, calciatore cileno († 1986)
- 2 febbraio - Al Miksis, cestista statunitense († 2012)
- 2 febbraio - Franco Moretti, calciatore italiano († 2013)
- 2 febbraio - Felix Pirani, fisico britannico († 2015)
- 2 febbraio - Luigi Stefani, generale italiano († 2024)
- 3 febbraio - Glauco Gottardi, geologo italiano († 1988)
- 3 febbraio - Hilary Masters, scrittore statunitense († 2015)
- 3 febbraio - Delio Meoli, politico italiano († 2012)
- 3 febbraio - Mino Milani, giornalista, scrittore e fumettista italiano († 2022)
- 3 febbraio - Andrzej Szczypiorski, scrittore e politico polacco († 2000)
- 3 febbraio - Frankie Vaughan, cantante e attore britannico († 1999)
- 3 febbraio - Svend Wad, pugile danese († 2004)
- 4 febbraio - Vasilij Buzunov, calciatore e hockeista su ghiaccio sovietico († 2008)
- 4 febbraio - Kim Yong-nam, politico nordcoreano
- 4 febbraio - Ramon Mitra Jr., politico, diplomatico e attivista filippino († 2000)
- 4 febbraio - Stefano Salvemini, politico italiano († 2003)
- 4 febbraio - Giuseppe Sapia, politico italiano († 2010)
- 5 febbraio - Francis Cheetham, scrittore britannico († 2005)
- 5 febbraio - Raúl Conti, calciatore argentino († 2004)
- 5 febbraio - Tage Danielsson, regista, sceneggiatore e scrittore svedese († 1985)
- 5 febbraio - Osvaldo Di Lembo, politico italiano († 2016)
- 5 febbraio - Edmund Keeley, scrittore, traduttore e saggista statunitense († 2022)
- 5 febbraio - Al Masino, cestista statunitense († 2006)
- 5 febbraio - Giovanni Ruggeri, giornalista e scrittore italiano († 2006)
- 5 febbraio - Gunārs Siliņš, cestista sovietico († 2001)
- 6 febbraio - Henri Martre, dirigente d'azienda francese († 2018)
- 6 febbraio - Gianfranco Mauri, attore italiano († 2000)
- 6 febbraio - Géza Varasdi, velocista ungherese († 2022)
- 7 febbraio - Nino Ginex, cantante italiano († 2008)
- 7 febbraio - Sonja Ludvigsen, politica norvegese († 1974)
- 7 febbraio - Luigi Scarascia, allenatore di calcio e calciatore italiano († 2008)
- 8 febbraio - Ennio De Giorgi, matematico italiano († 1996)
- 8 febbraio - Osian Ellis, arpista e compositore britannico († 2021)
- 8 febbraio - Elizabeth Harrower, scrittrice e giornalista australiana († 2020)
- 8 febbraio - Jack Larson, attore e produttore cinematografico statunitense († 2015)
- 8 febbraio - Gene Lees, giornalista, scrittore e critico musicale canadese († 2010)
- 8 febbraio - Marisa Mantovani, attrice e commediografa italiana († 2011)
- 8 febbraio - Vladimir Margania, calciatore sovietico († 1958)
- 8 febbraio - Vjačeslav Vasil'evič Tichonov, attore russo († 2009)
- 9 febbraio - Dick Balduzzi, attore statunitense († 2020)
- 9 febbraio - Antonio D'Auria, politico italiano († 1980)
- 9 febbraio - Fino Fini, medico e scrittore italiano († 2020)
- 9 febbraio - Frank Frazetta, illustratore, pittore e scultore statunitense († 2010)
- 9 febbraio - Antonio Mazzarolli, politico italiano († 1998)
- 9 febbraio - Rinus Michels, calciatore e allenatore di calcio olandese († 2005)
- 9 febbraio - Vittorio Emanuele Orlando, naturalista italiano († 2014)
- 9 febbraio - Piero Rollo, pugile italiano († 2001)
- 9 febbraio - John Warrack, scrittore, critico musicale e oboista inglese
- 10 febbraio - Paddy DeMarco, pugile statunitense († 1997)
- 10 febbraio - António Eleutério dos Santos, ex calciatore portoghese
- 10 febbraio - Giorgio Galli, politologo e storico italiano († 2020)
- 10 febbraio - René Gardien, calciatore francese († 2006)
- 10 febbraio - Donald George Johanos, direttore d'orchestra statunitense († 2007)
- 10 febbraio - Charles Kouyos, lottatore francese († 1994)
- 10 febbraio - Johnny Moncada, fotografo italiano († 2011)
- 10 febbraio - Mauro Tuccini, calciatore italiano († 2019)
- 11 febbraio - Angelo Boccardi, calciatore italiano († 2020)
- 11 febbraio - Giulio Einaudi, arcivescovo cattolico italiano († 2017)
- 11 febbraio - Dag Henriksen, calciatore norvegese († 1982)
- 11 febbraio - Conrad Janis, musicista e attore statunitense († 2022)
- 11 febbraio - Bernard de Lattre de Tassigny, ufficiale francese († 1951)
- 11 febbraio - Guelfo Marcucci, imprenditore italiano († 2015)
- 11 febbraio - Charles Rutherford, attore statunitense
- 12 febbraio - John Fieldhouse, ammiraglio britannico († 1992)
- 12 febbraio - Aleksandr Alekseevič Galkin, poeta, traduttore e romanziere russo († 2002)
- 12 febbraio - Luis Muñoz Cabrero, bobbista spagnolo († 1989)
- 12 febbraio - Jürgen Thormann, attore, doppiatore e regista tedesco († 2024)
- 12 febbraio - Raoul Gregory Vitale, fisico, musicologo e storico siriano († 2003)
- 13 febbraio - Warren B. Offutt, astronomo statunitense († 2017)
- 14 febbraio - Giovanni Fabris, calciatore italiano († 2021)
- 14 febbraio - Ferruccio Masini, germanista, critico letterario e traduttore italiano († 1988)
- 14 febbraio - Giōrgos Mpompolas, imprenditore e editore greco († 2023)
- 14 febbraio - Melitón Santos, cestista filippino († 1999)
- 15 febbraio - Don Asmonga, cestista e allenatore di pallacanestro statunitense († 2014)
- 15 febbraio - Pietro Bottaccioli, vescovo cattolico italiano († 2017)
- 15 febbraio - Norman Bridwell, fumettista e scrittore statunitense († 2014)
- 15 febbraio - Fausto Gianfranceschi, scrittore e giornalista italiano († 2012)
- 15 febbraio - Peter Nichols, giornalista e scrittore britannico († 1989)
- 15 febbraio - Luis Posada Carriles, terrorista cubano († 2018)
- 15 febbraio - Eno Raud, scrittore estone († 1996)
- 15 febbraio - Gyula Teleki, calciatore e allenatore di calcio ungherese († 2017)
- 15 febbraio - Hellmut Theimer, pallanuotista austriaco († 1984)
- 15 febbraio - Alphonse Vandenbrande, ciclista su strada e dirigente sportivo belga († 2016)
- 15 febbraio - Raffaele Vanni, sindacalista italiano († 2019)
- 16 febbraio - Poul Andersen, calciatore danese († 2010)
- 16 febbraio - Pedro Casaldáliga Plá, vescovo cattolico e teologo spagnolo († 2020)
- 16 febbraio - Allie B. Latimer, politica statunitense
- 16 febbraio - Lucio Manisco, giornalista e politico italiano († 2025)
- 16 febbraio - Eva-Ingeborg Scholz, attrice e doppiatrice tedesca († 2022)
- 16 febbraio - Elías Yanes Álvarez, arcivescovo cattolico spagnolo († 2018)
- 17 febbraio - Maruzza Astolfi, politica e partigiana italiana († 2010)
- 17 febbraio - Nicolás Daponte, calciatore argentino († 1997)
- 17 febbraio - Conor Fahy, filologo e italianista britannico († 2009)
- 17 febbraio - Douglas Melville, pallanuotista sudafricano
- 17 febbraio - Hubert Patrick O'Connor, vescovo cattolico canadese († 2007)
- 17 febbraio - Peter Quinn, vescovo cattolico australiano († 2008)
- 17 febbraio - Renato Scala, paroliere e scrittore italiano († 2006)
- 17 febbraio - Enrico Scaravelli, poeta e drammaturgo italiano († 2018)
- 17 febbraio - Seán Mac Stíofáin, militare irlandese († 2001)
- 17 febbraio - Michiaki Takahashi, virologo giapponese († 2013)
- 17 febbraio - Beverly Willis, architetta, pittrice e artista statunitense († 2023)
- 17 febbraio - Wolfhart Zimmermann, fisico tedesco († 2016)
- 18 febbraio - Aldo Falivena, giornalista italiano († 2021)
- 18 febbraio - John Ostrom, paleontologo statunitense († 2005)
- 19 febbraio - Jean-Marie Cieleska, ciclista su strada francese († 1998)
- 19 febbraio - Léon Glovacki, calciatore e allenatore di calcio francese († 2009)
- 19 febbraio - Nicolas Hayek, imprenditore svizzero († 2010)
- 19 febbraio - Pavel Kazakov, arbitro di calcio sovietico († 2012)
- 19 febbraio - Giovanni Migliorini, politico e sindacalista italiano († 2018)
- 19 febbraio - Garland Pinholster, allenatore di pallacanestro statunitense († 2020)
- 19 febbraio - Valerio Verra, filosofo italiano († 2001)
- 19 febbraio - John Wansbrough, storico e orientalista statunitense († 2002)
- 20 febbraio - Bruno Bosio, calciatore italiano († 2010)
- 20 febbraio - Jimmy Coffey, calciatore irlandese († 1999)
- 20 febbraio - Samuel Cuburu, calciatore messicano
- 20 febbraio - Lino Jannuzzi, giornalista, sceneggiatore e politico italiano († 2024)
- 20 febbraio - Jean Ann Kennedy, diplomatica e filantropa statunitense († 2020)
- 20 febbraio - Lee Shau Kee, imprenditore cinese († 2025)
- 20 febbraio - Luigi Pestalozza, musicologo, giornalista e critico musicale italiano († 2017)
- 20 febbraio - Friedrich Wetter, cardinale e arcivescovo cattolico tedesco
- 21 febbraio - Roberto Leydi, etnomusicologo italiano († 2003)
- 21 febbraio - Martim Francisco, allenatore di calcio brasiliano († 1982)
- 21 febbraio - Gino Pariani, calciatore statunitense († 2007)
- 21 febbraio - Elda Pucci, politica e pediatra italiana († 2005)
- 21 febbraio - Cecil Sandford, pilota motociclistico britannico († 2023)
- 21 febbraio - Vasile Tiţă, pugile rumeno († 2013)
- 22 febbraio - Adelmo Battistella, ex calciatore italiano
- 22 febbraio - Hugo del Vecchio, cestista argentino († 1999)
- 22 febbraio - Paul Dooley, attore statunitense
- 22 febbraio - Bruce Forsyth, conduttore televisivo e attore britannico († 2017)
- 22 febbraio - Luigi Fuin, allenatore di calcio e calciatore italiano († 2009)
- 22 febbraio - George Kaftan, cestista statunitense († 2018)
- 22 febbraio - Thomas Eugene Kurtz, matematico e informatico statunitense († 2024)
- 22 febbraio - Aisha Rateb, avvocato e politica egiziana († 2013)
- 22 febbraio - Martha Swope, fotografa statunitense († 2017)
- 23 febbraio - Luca Goldoni, giornalista, scrittore e umorista italiano († 2023)
- 23 febbraio - Hans Herrmann, ex pilota automobilistico tedesco
- 23 febbraio - Vasilij Grigor'evič Lazarev, cosmonauta sovietico († 1990)
- 23 febbraio - Yves Ramousse, vescovo cattolico e missionario francese († 2021)
- 23 febbraio - André Strappe, calciatore e allenatore di calcio francese († 2006)
- 24 febbraio - Piero Baccelli, politico italiano († 2017)
- 24 febbraio - Nils Christie, sociologo e criminologo norvegese († 2015)
- 24 febbraio - Al Lettieri, attore statunitense († 1975)
- 25 febbraio - Paul Elvstrøm, velista danese († 2016)
- 25 febbraio - María Elena Galiano, aracnologa argentina († 2000)
- 25 febbraio - Larry Gelbart, sceneggiatore, librettista e regista statunitense († 2009)
- 25 febbraio - Christopher George, attore statunitense († 1983)
- 25 febbraio - Lovro Radonjić, allenatore di pallanuoto e pallanuotista jugoslavo († 1990)
- 25 febbraio - Emilio Sanna, scrittore e giornalista italiano († 2019)
- 25 febbraio - Richard G. Stern, scrittore statunitense († 2013)
- 26 febbraio - Fats Domino, cantautore e pianista statunitense († 2017)
- 26 febbraio - Anatolij Vasil'evič Filipčenko, cosmonauta sovietico († 2022)
- 26 febbraio - Odo Marquard, filosofo tedesco († 2015)
- 26 febbraio - Ariel Sharon, politico e generale israeliano († 2014)
- 26 febbraio - Giorgio Torelli, giornalista e scrittore italiano († 2023)
- 27 febbraio - René Clemencic, flautista e musicologo austriaco († 2022)
- 27 febbraio - Alfred Hrdlicka, scultore, disegnatore e pittore austriaco († 2009)
- 27 febbraio - Lino Innocenti, politico italiano († 2002)
- 28 febbraio - Tom Aldredge, attore statunitense († 2011)
- 28 febbraio - Stanley Baker, attore britannico († 1976)
- 28 febbraio - Renato Borruso, magistrato italiano († 2014)
- 28 febbraio - Amparo Dávila, scrittrice e poetessa messicana († 2020)
- 28 febbraio - Alan M. Kriegsman, critico teatrale statunitense († 2012)
- 28 febbraio - Pietro Fortunato Muraro, generale italiano († 2006)
- 28 febbraio - Walter Tevis, scrittore statunitense († 1984)
- 29 febbraio - Joss Ackland, attore britannico († 2023)
- 29 febbraio - Gustau Biosca, allenatore di calcio e calciatore spagnolo († 2014)
- 29 febbraio - Ivan Bogdan, lottatore sovietico († 2020)
- 29 febbraio - Michele Campione, giornalista, scrittore e critico d'arte italiano († 2003)
- 29 febbraio - Giuseppe Josca, scrittore e giornalista italiano († 2014)
- 29 febbraio - Seymour Papert, matematico, informatico e pedagogista sudafricano († 2016)
- 29 febbraio - Roberto Rosone, banchiere italiano († 2010)
- 29 febbraio - Tempest Storm, ballerina e attrice statunitense († 2021)